# Chaetonyx schatzmayri
Chaetonyx schatzmayri är en skalbaggsart som beskrevs av Mario Mariani 1946. Chaetonyx schatzmayri ingår i släktet Chaetonyx och familjen Orphnidae. Inga underarter finns listade i Catalogue of Life.